# Млинше
Млинше (словен. Mlinše) — поселення в общині Загорє-об-Саві, Засавський регіон, Словенія. Висота над рівнем моря: 387,5 м.